# Audi Sport
Audi Sport GmbH，以前稱為quattro GmbH，是奧迪旗下專門研發製造高性能車款的子公司，間接隸屬於福斯集團。
成立於1983年10月，一開始的名稱是 quattro GmbH，主要致力於生產高性能奧迪車款和零組件，以及提供車主客製化的奧迪訂製車款。quattro GmbH這個名稱是為了致敬奧迪第一輛舉世聞名的四輪驅動拉力賽公路賽車：Audi Quattro。2016年，公司名稱正式變更為 Audi Sport GmbH。

## 業務範圍
Audi Sport GmbH 專注於四個「關鍵」領域，包含設計、研究開發和生產製造高性能奧迪車款，例如奧迪RS3、奧迪RS4、奧迪RS5、奧迪RS6、奧迪RS7、奧迪RSQ3、奧迪TTRS和奧迪R8。
並且也設計和製造性能車款專用的輪框、運動化懸吊系統，以及一般奧迪車款可選配升級的 S line 車身空力套件（諸如：前保險槓和擾流板、側裙、後保險槓和尾部擴散器以及後尾翼等等）。

### RS 車系
奧迪 RS 車系的技術和性能可與高性能跑車（如保時捷911）相媲美。RS 車款的研發通常是以一般傳統轎車或旅行車當作基礎，所以RS車系也保留了一般主流車款的日常實用性。它們更代表了奧迪旗下最強而有力的性能車。所有的RS車款都是奧迪和Audi Sport GmbH共同合作開發的結晶。
RS 的首字母取自德語：「RennSport」字面翻譯為賽車運動（Racing Sport）。RS 代表奧迪最高的性能等級，比一般奧迪車款的性能升級版 S（Sport）車款要再高一個等級。RS 車款通常是在有限的時間範圍內進行限量生產（一般來說，會在某車系即將大改款或停產之前，才推出RS車款）。RS車款也象徵著奧迪最新，最先進的技術和工程技術實力，所以RS車款也通常被形容是光環車型（Halo Vehicles），因為通常被置入電視廣告中強力行銷曝光。雖然RS車系的售價高出一般車款不少，但RS車款也享有比較高的中古車估值。

### S line 套件

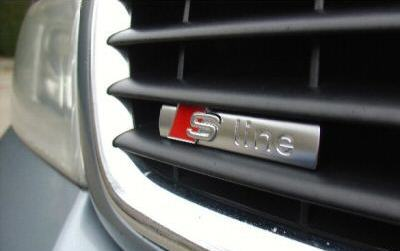
前水箱護罩上的 S line 銘牌

S line 是奧迪提供給旗下一般市售車款的外觀升級套件。雖然 S line 升級套件幾乎都是由 Audi Sport GmbH設計出品，但是選配 S line 升級套件的車輛仍是在一般奧迪的工廠中組裝和生產，而不是像RS車系是直接由Audi Sport GmbH出廠。選配 S line 升級套件的奧迪車款，並不像奧迪S和RS系列車款有明顯的性能改良升級，雖然外觀上容易混淆，但性能數據方面大多和一般市售車款相近。僅有少數例外，像是配備3.0 V6 TFSI汽油引擎的奧迪Q7 S line，一般市售款為 290匹馬力，但S line版提升到了333匹馬力。

### 奧迪獨家客製（Audi Exclusive）
Audi Sport GmbH為潛在的奧迪新車買家提供了車輛客製化的可能性，而不僅僅只是常規化的一般選配項目，而是能夠根據自己個人喜好訂製新車。這項服務被稱為奧迪獨家客製（Audi Exclusive），並且幾乎可以延伸到車輛的所有範圍。車主可以客製任何顏色的車身烤漆以及 Audi Sport GmbH獨家開發的合金輪框。車室的內部裝潢，則可以選擇各種顏色和不同等級的皮革（包括 Nappa皮革或Alcantara麂皮）。這些選配的內裝材質也可延伸到車門內裝飾板和後行李箱蓋板。車室頂棚的材質和安全帶顏色也都可以客製化。車室內裝甚至可以選用來自世界各地的各種木材飾邊，以及客製化的門框飾邊、地毯墊和縫線配色。更提供一系列的車載辦公設備可以加裝選配。quattro GmbH在1995年的法蘭克福車展上首次提供了這項服務。

### 奧迪生活風格／奧迪精品配件（Audi Accessories）
從1985年開始，quattro GmbH 開發了一系列奧迪生活用品，稱為「奧迪精品配件」。其中包含了登山車和皮件用品，例如：公事包，手提袋，錢包和皮夾。

## 汽車生產

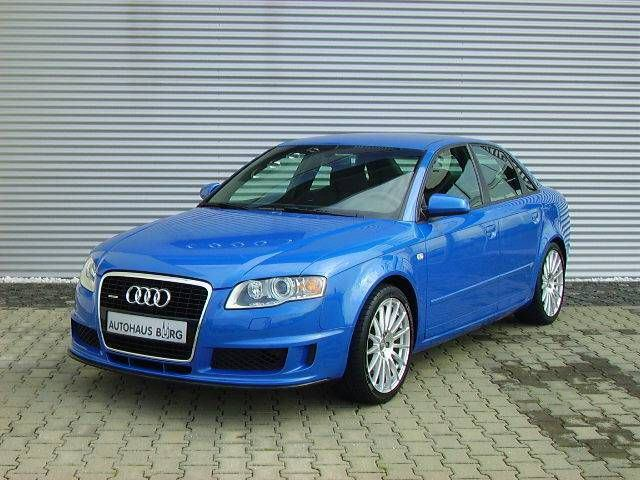
奧迪 A4 B7 德國房車大師賽（DTM）版本，是由 quattro GmbH 生產的車款之一

## 與其它品牌的比較
Audi Sport GmbH 對於奧迪來說，就有如德國其它競爭品牌旗下的「性能部門」，例如梅賽德斯-賓士的AMG及BMW的M公司。

## 品牌軼事
2016年3月奧迪（Audi AG）將子公司 quattro GmbH 改組為 Audi Sport GmbH 之際，從另一家子公司藍寶堅尼（Lamboghjini）借調在該公司擔任超過 10 年 CEO 的史蒂芬•溫克爾曼（Stephan Winkelmann）來擔任 Audi Sport GmbH 首任公司總裁，希望借重他在超跑與豪華品牌領域的經驗來領導 Audi Sport GmbH 完成改組。他在 Audi Sport 的階段性任務完成後，2018年再次被調任到同集團旗下超跑品牌布加迪（Bugatti）擔任 CEO；並在2020年底重新回鍋擔任藍寶堅尼（Lamboghjini）CEO 職位，同時兼任兩家超級跑車品牌的執行長。

## 外部連結
- Audi.com （页面存档备份，存于） official corporate website
- Audi Sport GmbH （页面存档备份，存于） at Audi.com
- Audi UK S line microsite
- Audi UK S and RS model range